# Hugo Ohliger
Hugo Ohliger (* 1. März 1920 in Hochspeyer; † 1. Januar 1999 in Murnau am Staffelsee) war ein deutscher Architekt und bayerischer Baubeamter sowie bayerischer Landtagsabgeordneter (CSU).

## Leben
Nach dem Tod des Vaters 1925 besuchte Hugo Ohliger von 1926 bis 1931 die Volksschule, daran anschließend bis 1937 die Oberrealschule Aschaffenburg. Nach der mittleren Reife trat er in den Reichsarbeitsdienst ein. Ab 1939 war er Praktikant im Baugewerbe, und ab 1940/1941 studierte er an der Staatsbauschule Frankfurt am Main.
Von 1941 bis 1945 war er Soldat und geriet in Kriegsgefangenschaft. Ab Herbst 1945 war Hugo Ohliger wieder im Baugewerbe praktisch tätig und beendete sein Ingenieurstudium an der Bauschule Friedberg. Im Oktober 1949 trat er in den Dienst der Bayerischen Staatsbauverwaltung, legte im September 1951 die Dienstprüfung für den gehobenen technischen Dienst in der Staatsbauverwaltung ab. Zunächst war er als Regierungsoberbauinspektor am Landbauamt München tätig, er schied später im Rang eines Amtsrats aus dem Dienst.
Ohliger war seit 1946 verheiratet, er war Vater zweier Kinder. 
Hugo Ohliger war seit 1946 Mitglied der CSU. Er war vom 4. Dezember 1958 bis 6. Dezember 1962 Mitglied des Landtags sowie vom 14. Oktober 1965 bis 1. Dezember 1966 als Nachrücker für den in den Bundestag gewählten Konstantin Prinz von Bayern.

### Parlamentarische Funktionen
- Mitglied im Ausschuss für Fragen des Beamtenrechts und der Besoldung (4. Dezember 1958 – 6. Dezember 1962)
- Mitglied im Ausschuss für Angelegenheiten der Heimatvertriebenen und Kriegsfolgegeschädigten (11. Oktober 1961 – 6. Dezember 1962)
- Mitglied im Ausschuss für Verfassungs- und Rechtsfragen (11. Oktober 1961 – 6. Dezember 1962)
- Mitglied im Nichtberufliche Mitglieder und Stellvertreter des Bayerischen Verfassungsgerichtshof (12. Februar 1963 – 1. Dezember 1966)
- Mitglied im Ausschuss für Ernährung und Landwirtschaft (20. Oktober 1965 – 1. Dezember 1966)
- Mitglied im Ausschuss für Verfassungs-, Rechts- und Kommunalfragen (4. November 1965 – 1. Dezember 1966)
- Mitglied im Zwischenausschuss (9. November 1966 – 1. Dezember 1966)